# Encyclops caerulea
Encyclops caerulea là một loài bọ cánh cứng trong họ Cerambycidae.